# Legend of the Wu-Tang Clan
Albums de Wu-Tang Clan
Disciples of the 36 Chambers: Chapter 1
(2004) 8 Diagrams
(2007)
Legend of the Wu-Tang Clan est une compilation du Wu-Tang Clan, sortie le 26 octobre 2004.
L'album, qui présente les meilleures titres du groupe ainsi que des inédits, s'est classé 35e au Top R&B/Hip-Hop Albums et 72e au Billboard 200.

## Liste des titres
Tous les titres sont produits par RZA, sauf mention contraire.
| No  | Titre                                                                    | Album original                                   | Durée |
| --- | ------------------------------------------------------------------------ | ------------------------------------------------ | ----- |
| 1.  | C.R.E.A.M.                                                               | Enter the Wu-Tang (36 Chambers)                  | 4:10  |
| 2.  | Method Man (Skunk Mix)                                                   | Enter the Wu-Tang (36 Chambers)                  | 3:09  |
| 3.  | Protect Ya Neck (Bloody Version)                                         | Enter the Wu-Tang (36 Chambers)                  | 5:03  |
| 4.  | Wu-Tang Clan Ain't Nuthing Ta F' Wit (Coproduit par Method Man)          | Enter the Wu-Tang (36 Chambers)                  | 3:32  |
| 5.  | Can It Be All So Simple                                                  | Enter the Wu-Tang (36 Chambers)                  | 4:11  |
| 6.  | Shame on a Nigga                                                         | Enter the Wu-Tang (36 Chambers)                  | 2:54  |
| 7.  | Da Mystery of Chessboxin' (Coproduit par Ol' Dirty Bastard)              | Enter the Wu-Tang (36 Chambers)                  | 4:47  |
| 8.  | Reunited                                                                 | Wu-Tang Forever                                  | 5:22  |
| 9.  | It's Yourz                                                               | Wu-Tang Forever                                  | 4:13  |
| 10. | Triumph (featuring Cappadonna)                                           | Wu-Tang Forever                                  | 5:37  |
| 11. | Gravel Pit (featuring Paulissa Moorman)                                  | The W                                            | 4:13  |
| 12. | Protect Ya Neck (The Jump Off)                                           | The W                                            | 3:58  |
| 13. | Sucker M.C.'s (Produit par Goldfinghaz et T-Smoov)                       | Inédit                                           | 3:44  |
| 14. | Uzi (Pinky Ring)                                                         | Iron Flag                                        | 5:17  |
| 15. | Shaolin Worldwide (featuring Streetlife – Produit par Allah Mathematics) | Bande originale du film Next Friday              | 4:03  |
| 16. | Diesel                                                                   | Bande originale du documentaire Soul in the Hole | 5:29  |